# Hologymnosus
Genre
Hologymnosus est un genre de poissons de la famille des Labridae, de l'ordre des Perciformes. 

## Liste d'espèces
Selon World Register of Marine Species (1 octobre 2015), FishBase (1 octobre 2015) et ITIS (1 octobre 2015) :
- Hologymnosus annulatus (Lacepède, 1801)
- Hologymnosus doliatus (Lacepède, 1801)
- Hologymnosus longipes (Günther, 1862)
- Hologymnosus rhodonotus Randall & Yamakawa, 1988

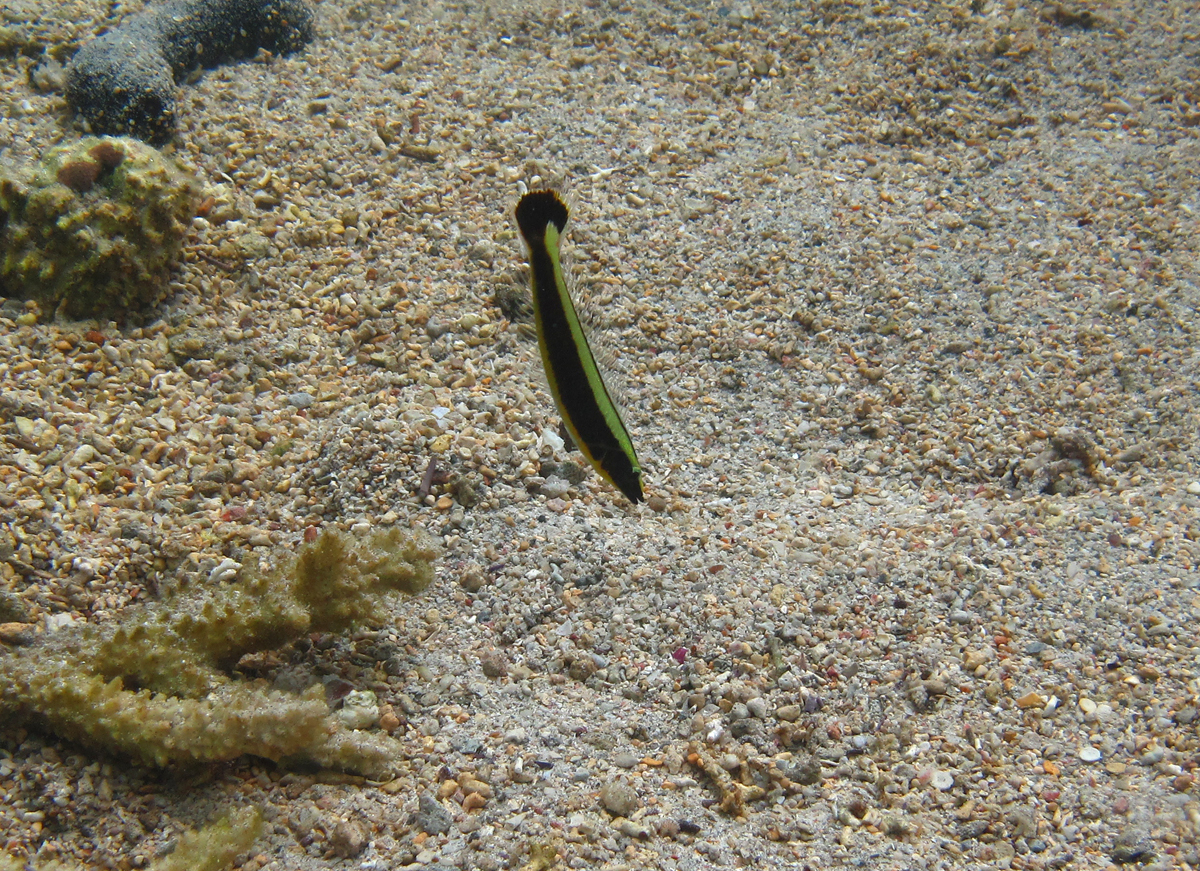
Hologymnosus annulatus juvénile
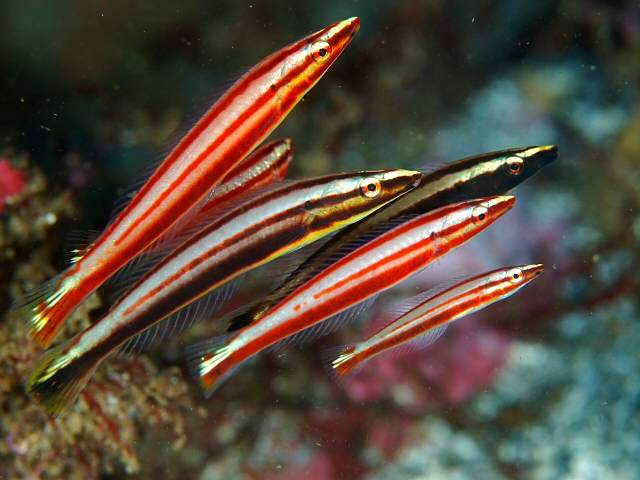
Hologymnosus doliatus